# Castell del Tormo
El Castell del Tormo és una fortalesa ubicada al terme municipal de Cirat, prop de la pedania d'El Tormo, a la comarca valenciana de l'Alt Millars. És un Bé d'Interés Cultural.
En estat de ruïna, la fortalesa va estar lligada al veí castell de Cirat, del qual devia ser una torre avançada en un lloc elevat sobre l'aldea homònima. D'origen àrab, actualment només conserva els basaments de la torre major, la qual cosa mostra un castell de reduïdes dimensions.